# 1962 у хокеї з шайбою
Нижче наведені хокейні події 1962 року у всьому світі.

## Головні події
На чемпіонаті світу в Колорадо-Спрингсі та Денвері золоті нагороди здобула збірна Швеції (третій титул).
У фіналі кубка Стенлі «Торонто Мейпл-Ліфс» переміг «Чикаго Блекгокс».

## Національні чемпіони
- Австрія: «Вінер ЕВ» (Відень)
- Болгарія: «Червено знаме» (Софія)
- Данія: КСФ (Копенгаген)

- Італія: «Кортіна» (Кортіна-д'Ампеццо)
- НДР: «Динамо» (Вайсвассер)
- Норвегія: «Волеренга» (Осло)
- Польща: «Гурник» (Катовиці)
- Румунія: «Стяуа» (Бухарест)
- СРСР: «Спартак» (Москва)
- Угорщина: «Ференцварош» (Будапешт)
- Фінляндія: «Ільвес» (Тампере)
- Франція: «Булонь-Біянкур»
- ФРН: «Бад Тельц»
- Чехословаччина: «Руда Гвезда» (Брно)
- Швейцарія: «Вісп»
- Швеція: «Юргорден» (Стокгольм)
- Югославія: «Акроні» (Єсеніце)

## Переможці міжнародних турнірів
- Турнір газети «Советский спорт»: ЦСКА (Москва)
- Кубок Шпенглера: «Спарта» (Прага, Чехословаччина)
- Кубок Ахерна: «Порт-Артур Біркетс» (Канада)

## Народились
- 25 січня — Кріс Челіос, американський хокеїст. Член Зали слави хокею (2013).
- 2 березня — Петер Андерссон, шведський хокеїст. Чемпіон світу.
- 3 квітня — Ярослав Бенак, чехословацький хокеїст. Чемпіон світу.
- 29 квітня — Дітер Геген, німецький хокеїст. Член зали слави ІІХФ.
- 29 квітня — Брюс Драйвер, канадський хокеїст.
- 11 липня — Гаетан Дюшен, канадський хокеїст.
- 23 серпня — Гленн Гілі, канадський хокеїст.
- 27 серпня —Адам Оутс, канадський хокеїст. Член Зали слави хокею (2012).
- 26 вересня — Юнас Бергквіст, шведський хокеїст. Олімпійський чемпіон.